# لاريان ستوديوز
لاريان ستوديوز (بالإنجليزية:Larian Studios)، هي شركة بلجكية لإنتاج وتطوير ألعاب فيديو، أسست في مدينة غنت سنة 1996، وأشهر الإصدارات هي سلاسل ألعاب ديفينتي.

## المواقع الخارجية
- الموقع الرسمي